# Tîtusivka, Kozeatîn
Tîtusivka (în ucraineană Титусівка) este un sat în comuna Sokileț din raionul Kozeatîn, regiunea Vinnița, Ucraina.

## Demografie
Componența lingvistică a localității Tîtusivka
     Ucraineană (98,15%)
     Rusă (1,85%)
Conform recensământului din 2001, majoritatea populației localității Tîtusivka era vorbitoare de ucraineană (98,15%), existând în minoritate și vorbitori de rusă (1,85%).